# Schiefe Ebene (Himmelkron)
Schiefe Ebene  (oberfränkisch: Schiefa Ehm) ist ein Gemeindeteil der Gemeinde Himmelkron im Landkreis Kulmbach (Oberfranken, Bayern). Schiefe Ebene liegt in der Gemarkung Himmelkron.

## Lage
Die Einöde liegt direkt an der Bahnstrecke Bamberg–Hof. Nordöstlich grenzt der Himmelkroner Forst an mit der Mühlleite (541 m ü. NHN). Ein Anliegerweg führt nach Schwärzhof (0,2 km südlich).

## Geschichte
Der Ort wurde auf dem Gemeindegebiet von Himmelkron erbaut. 1867 wurde er als „Bahnhäuser“ erstmals schriftlich erwähnt. Benannt wurde der Ort nach der Bahnstrecke Schiefe Ebene.

### Einwohnerentwicklung
| Jahr      | 001861 | 001871 | 001885 | 001900 | 001925 | 001950 | 001961 | 001970 | 001987 |
| Einwohner | 26     | 33     | 7      | 9      | 5      | 9      | 4      | 1      | 0      |
| Häuser    |        |        | 1      | 1      | 2      | 2      | 2      |        | 0      |
| Quelle    | [ 6 ]  | [ 10 ] | [ 11 ] | [ 12 ] | [ 13 ] | [ 14 ] | [ 15 ] | [ 16 ] | [ 1 ]  |

## Religion
Schiefe Ebene ist evangelisch-lutherisch geprägt und nach Himmelkron gepfarrt.